# Cmentarz św. Rocha w Częstochowie
Cmentarz św. Rocha w Częstochowie – nekropolia położona przy wschodniej granicy dzielnicy Lisiniec. Jest najstarszym czynnym cmentarzem na terenie Polski.
Istnieje kilka teorii powstania cmentarza:
- cmentarz pielgrzymów zmarłych w drodze na Jasną Górę
- cmentarz zakaźny przeznaczony dla zmarłych podczas epidemii; teorię tę może potwierdzać to, że święty Roch miał chronić przed chorobami zakaźnymi

Pierwszych pochówków dokonano w 1641 r. Cmentarz powiększono w 1737 r., a dwa lata później pojawiły się pierwsze grobowce murowane. W 1767 r. został po raz pierwszy obwiedziony murem, później zrujnowanym i odbudowanym. Na cmentarzu znajdują się zabytkowe nagrobki z lat 1849–1906.
W 1898 roku wydzielono z jego terytorium cmentarz prawosławny, ale po odzyskaniu niepodległości teren został katolikom zwrócony.
Pierwsza kaplica na terenie cmentarza powstała w latach 1641–1642. Zniszczona w czasie potopu szwedzkiego, zastąpiona została zbudowanym na jej miejscu obecnym kościołem pw. św. Rocha i św. Sebastiana (konsekrowany w 1680 roku). W 1739 roku odnowiony, a w 1771 roku, w czasie walk konfederatów barskich, splądrowany. Przebudowany w latach 1783–1785. Rozebrano wtedy najwyższą część wieży, po bokach dostawiono dwie wieże i wzniesiono zakrystię. Do 1880 roku obsługiwany był przez paulinów. Posiada cechy budowli barokowej. Jednonawowy.
W kaplicy cmentarnej znajduje się płyta upamiętniająca marszałka Józefa Piłsudskiego. Obok kaplicy postawiono symboliczny grób-pomnik z położoną na nim otwartą księgą z nazwiskami osób związanych z konspiracją, a poległych w czasie okupacji lub w okresie PRL-u. Na cmentarzu na uwagę zasługują ponadto:
- kwatera wojenna (17 mogił indywidualnych) powstańców śląskich poległych w 1921
- groby powstańców z 1863
- grób zbiorowy wojenny 13 ofiar terroru hitlerowskiego, w tym 10 zakładników rozstrzelanych na Rynku Wieluńskim 1 listopada 1943
- kwatera wojenna żołnierzy niemieckich, austriackich i rosyjskich poległych w latach 1915–1918
- mogiła zbiorowa wojenna żołnierzy ruchu oporu poległych w 1944 oraz ofiar terroru hitlerowskiego poległych w 1939
- symboliczny grób braci Jerzego, Rajmunda i Włodzimierza Sosnowskich, poległych w czasie II wojny światowej

Na terenie kompleksu cmentarnego znajduje się także wydzielona część tworząca odrębny cmentarz ewangelicko-augsburski wraz z kwaterą żołnierzy niemieckich poległych w czasie I wojny światowej.

## Pochowani
Na cmentarzu św. Rocha pochowani są m.in. Marek Czerny, Stanisława Gall-Kron, Feliks Gross-Korczyński, Bronisław Idzikowski, Marian Kaznowski, Ignacy Kozielewski, Stefan Kwoczała, Piotr Machalica, Zbigniew Michałowski, Jan Pietrzykowski, Stefan Policiński, Halina Poświatowska i Adolf Poświatowski, Hanna Przewłocka, Antoni Zimniak.

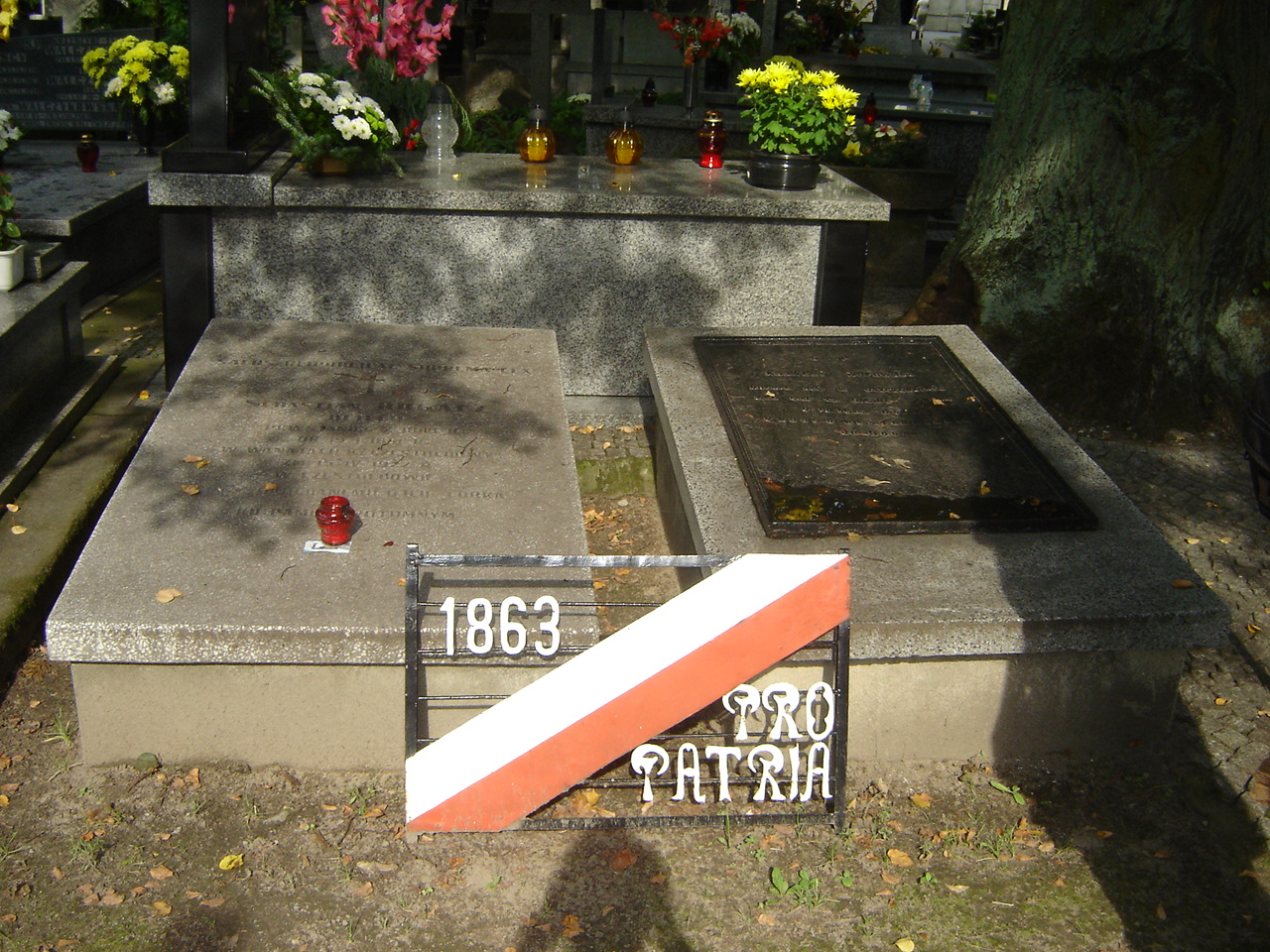
2 groby wojenne powstańców z 1863 roku
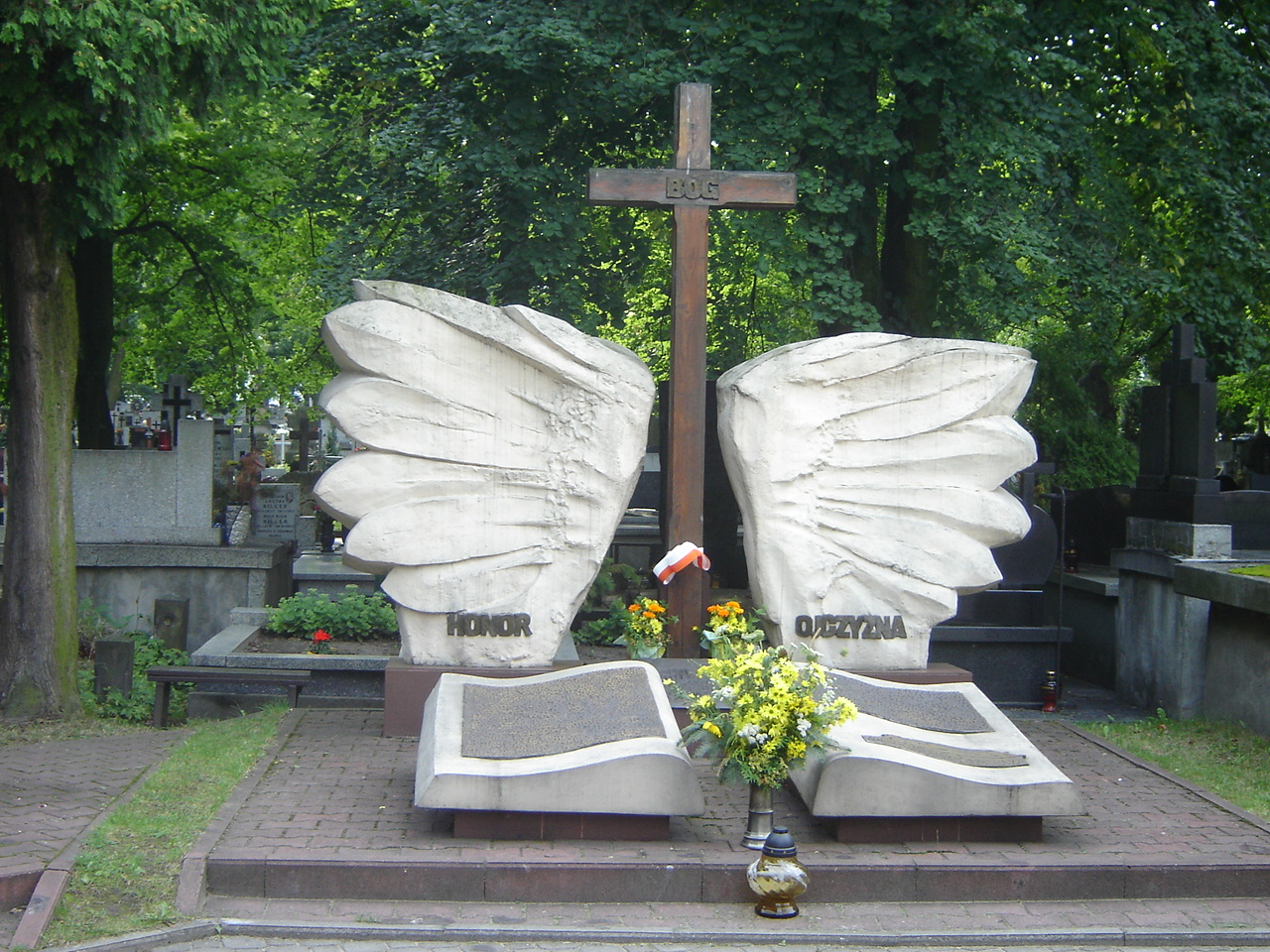
Symboliczny grób – pomnik z położoną nań otwartą księgą z nazwiskami osób związanych z konspiracją, a poległych w czasie okupacji lub w okresie PRL-u
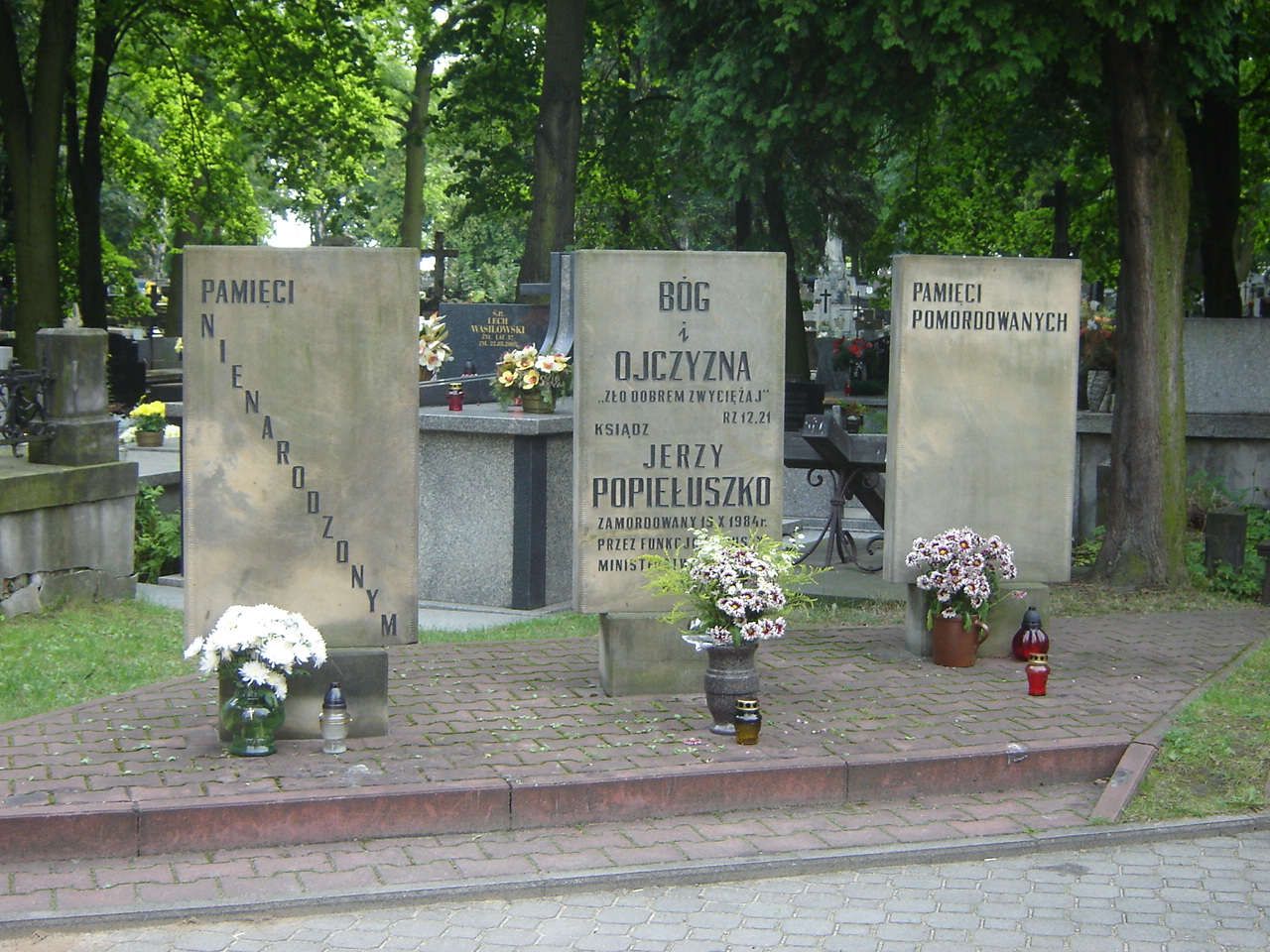
Symboliczne groby- dzieci nienarodzonych, bł. ks. Jerzego Popiełuszki i pomordowanych
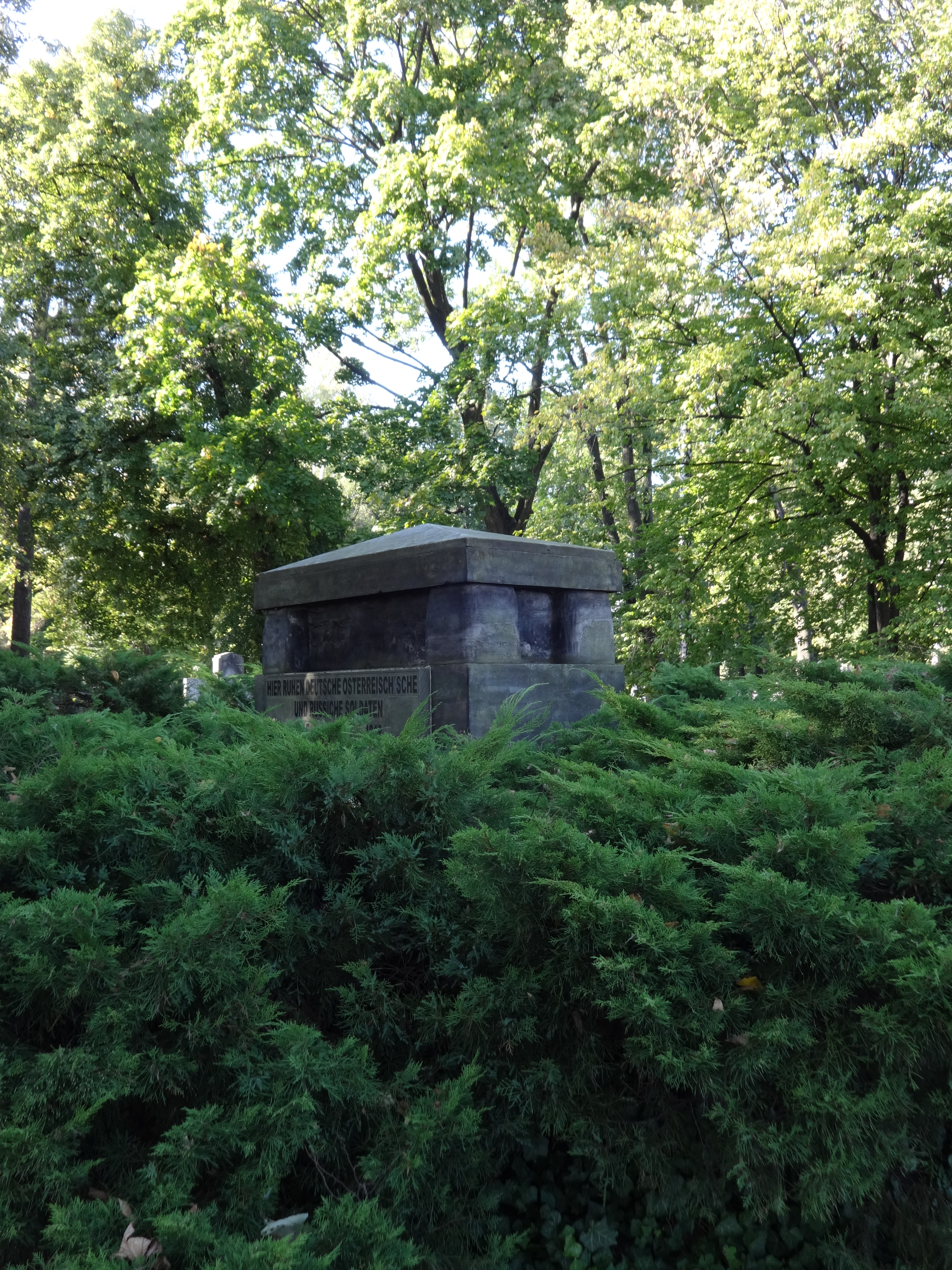
Kwatera wojenna żołnierzy niemieckich, austriackich i rosyjskich poległych w latach 1915-18
Grób dra Ignacego Kozielewskiego, współautora hymnu harcerskiego